# Pernay
Pernay ist eine französische Gemeinde mit 1.556 Einwohnern (Stand: 1. Januar 2022) im Département Indre-et-Loire in der Region Centre-Val de Loire; sie gehört zum Arrondissement Chinon und zum Kanton Château-Renault. Die Einwohner werden Pernaisiens und Pernaisiennes genannt.

## Geographie
Pernay liegt am Fluss Bresme, etwa 17 Kilometer westnordwestlich der Innenstadt von Tours. Umgeben wird Pernay von den Nachbargemeinden Sonzay im Nordwesten und Norden, Semblançay im Nordosten, Saint-Roch im Osten, Luynes im Osten und Süden sowie Ambillou im Westen.

## Bevölkerungsentwicklung
| Jahr                       | 1962 | 1968 | 1975 | 1982 | 1990 | 1999 | 2006 | 2013 | 2021 |
| Einwohner                  | 546  | 518  | 511  | 565  | 677  | 866  | 997  | 1208 | 1504 |
| Quellen: Cassini und INSEE |      |      |      |      |      |      |      |      |      |

## Sehenswürdigkeiten
- Kirche Saint-Denis
- Schloss La Ronde
- Schloss L’Hérissaudière aus dem 17. Jahrhundert

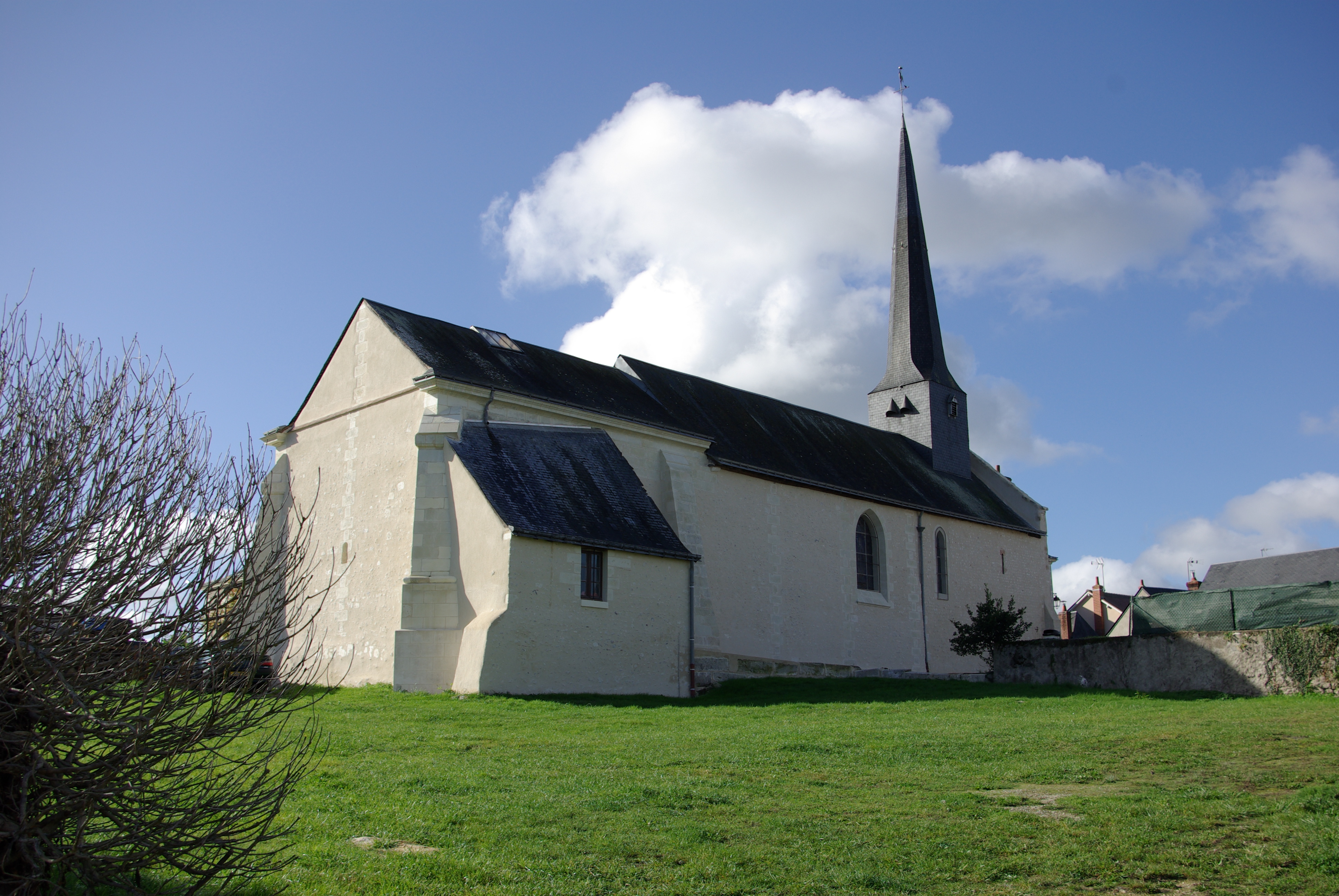
Kirche Saint-Denis
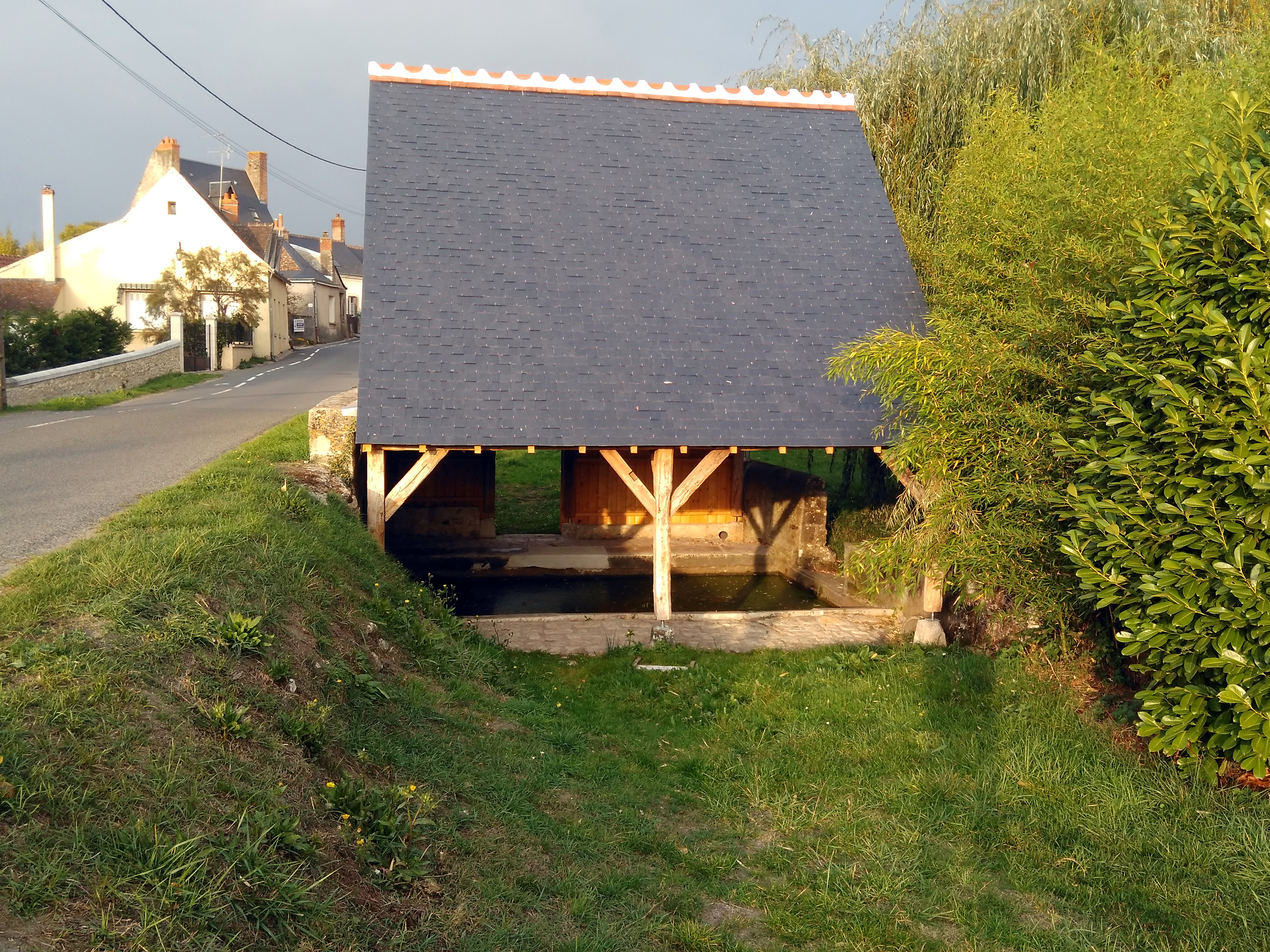
Ehemaliges öffentliches Waschhaus
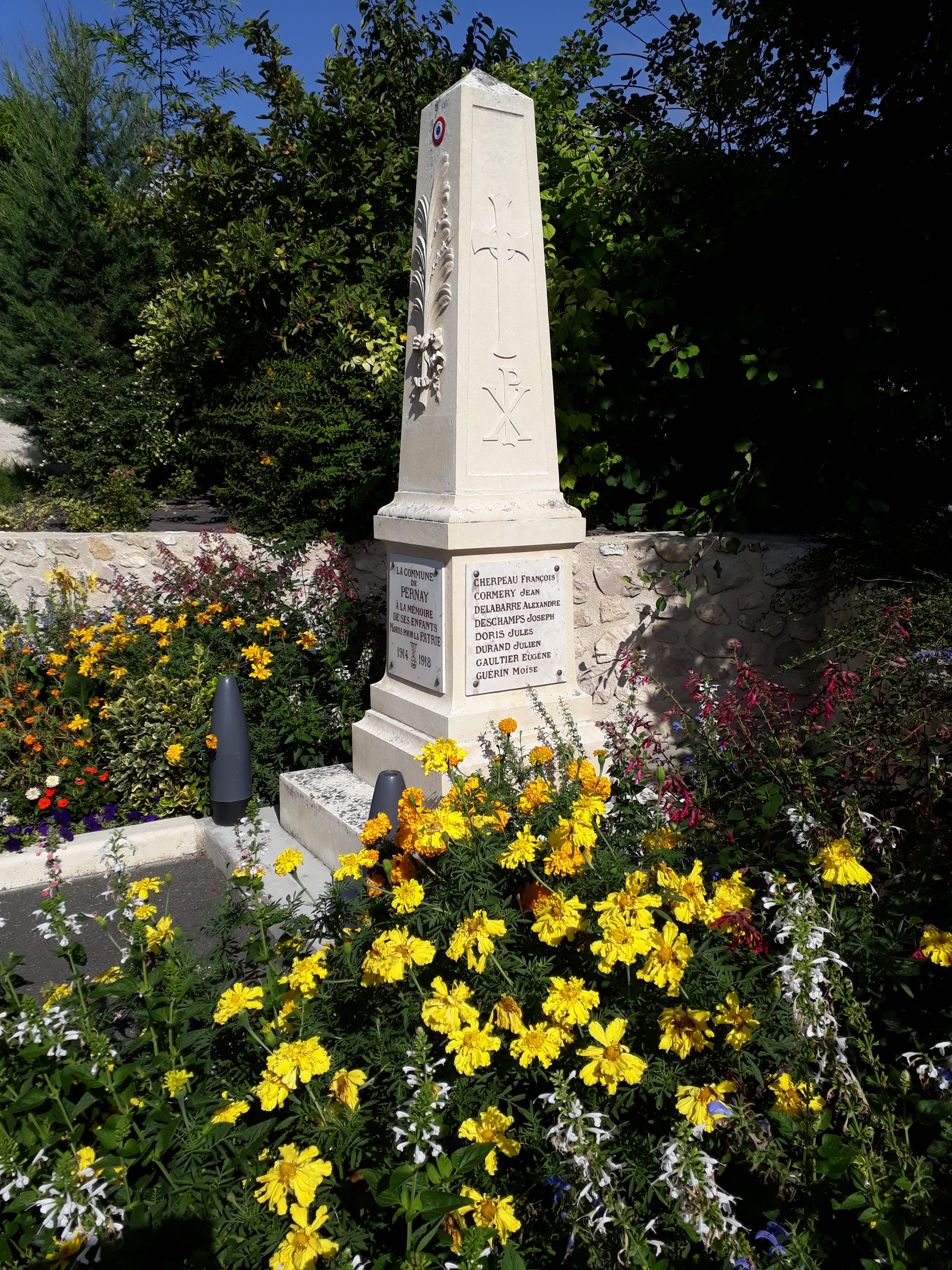
Gefallenendenkmal